# Wanda Gattino
Wanda Gattino es un historietista argentino, nacido en La Falda (Córdoba) en 1969 y que actualmente alterna su residencia en España con su país natal. Fue discípulo de Daniel Branca, y dibuja historietas de Pato Donald para la Disney de Europa. 

## Biografía

### Infancia y juventud
Wanda Gattino es hijo de inmigrantes italianos establecidos en La Falda, en la provincia de Córdoba. La temprana muerte de su madre cuando tenía 7 años, y una serie de infortunados sucesos, dieron como resultado que Wanda fuera criado por sus abuelos a los pies de las montañas, con lo cual estableció desde temprano un fuerte contacto con la naturaleza. A pesar de tener que asistir al colegio técnico–mecánico La Cumbre, Wanda no perdía oportunidad de practicar su afición al dibujo, convirtiéndose en un voraz lector de revistas como "Cimoc" y "Zona 84" y en admirador de autores como John Buscema (Conan), Burne Hogarth (Tarzán), José Luis Salinas, y Robin Wood (Nippur de Lagash).
Pronto aprendió el oficio de “letrista”, ocupación muy de moda en esos tiempos, en donde todos los carteles de comercios o publicitarios, se realizaban a mano, y muchas veces eran acompañados de grandes ilustraciones en las fachadas o en las marquesinas. Al mismo tiempo, ilustraba pequeños trabajos en suplementos infantiles de publicaciones locales.
En 1989 un viejo profesor de su escuela técnica, Víctor Hugo Bustos, le presentó al que sería su primer mentor en el mundo profesional del cómic: Santiago Scalabroni, reconocido creador de Disney.

### Entintador en Buenos Aires
Luego de que Santiago Scalabroni se marchase nuevamente a España, Wanda, ya con 23 años recaló en la empresa Jaime Díaz en Buenos Aires, y comenzó como entintador de cómic e intercalador de animación para empresas estadounidenses, como Disney, Hanna-Barbera y Warner Bros.
En 1993, Wanda, con 26 años, conoce a la que más tarde será su esposa : Alaide Moura, una brasileña que por ese entonces estaba inmigrando desde Brasil hacia Argentina. Un par de años más tarde, nace Bruno, el primogénito de la pareja.
En 1996 conoció también a Daniel Branca, quien sería definitivamente su guía en este mundillo del cómic. Durante años escribieron varias historias, e ilustraron gran cantidad de páginas de Disney Comic para Egmont de Dinamarca.

### Estancia en Europa
En 2002, Wanda y su familia vendieron sus posesiones, y se establecieron en Chiclana de la Frontera (España). Allí continúa su trabajo para Dinamarca, y poco a poco le va dando forma a su estilo, aunque nunca se despega del todo de la influencia de su maestro. Sus trabajos van madurando paulatinamente, afianzándose de una forma progresiva y tomando como referencia los viejos clásicos americanos que dieron origen al género.
En 2010 impartió un taller titulado Aprende a dibujar Disney con Wanda Gattino en La Escuela Municipal de Artes de su ciudad de adopción.
En 2022 queda viudo y se traslada al Sudeste Asiático 
En octubre de 2024 se casa en Sidney Australia con Silvia Sbuelz